# ゲディミナスの手紙

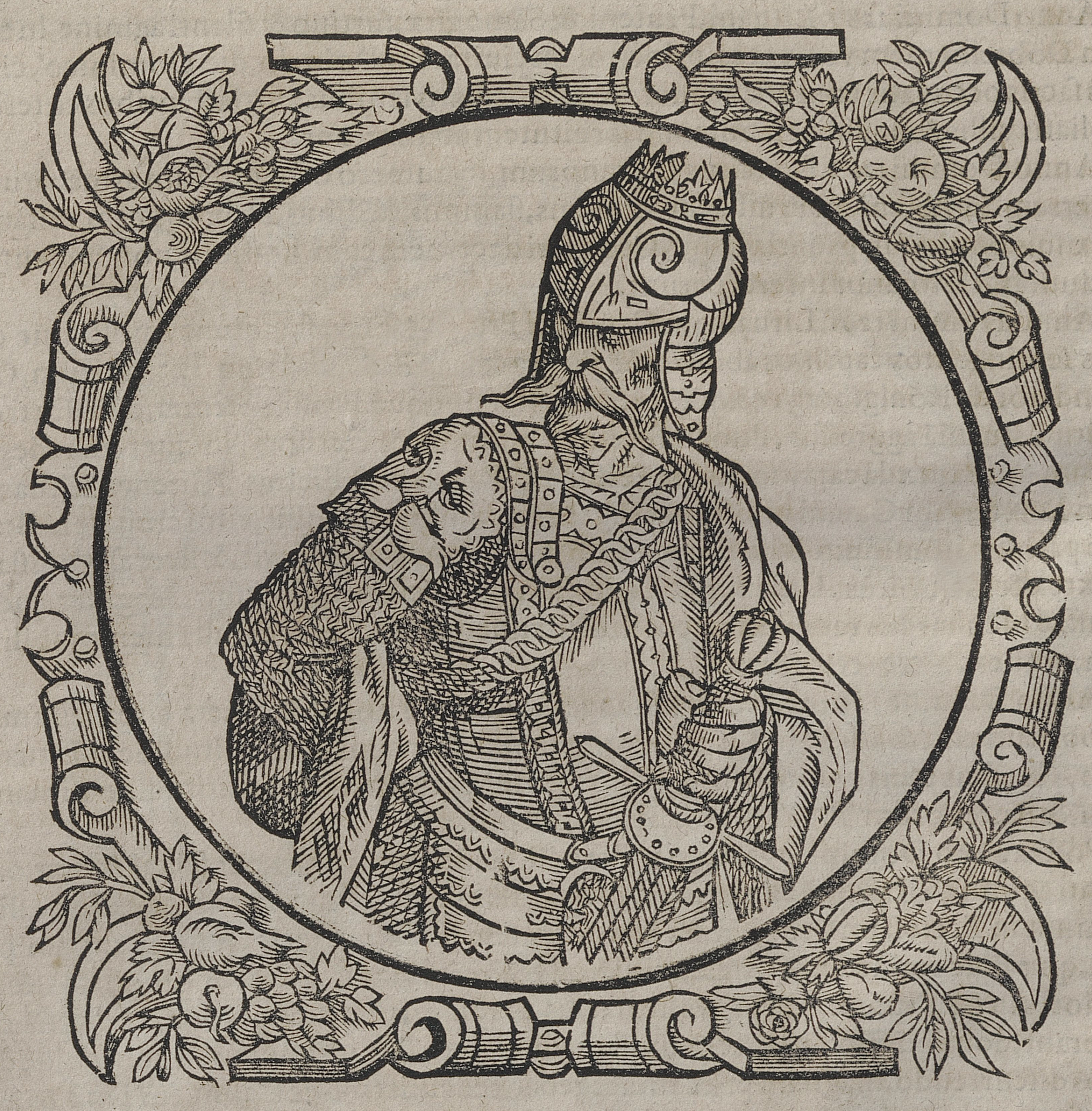
リトアニア大公ゲディミナス。

ゲディミナスの手紙は、1323年から1324年にかけてリトアニア大公ゲディミナスによって書かれた書簡で、6つの写本が残されている。これらの手紙はリトアニア大公国における初期の残存している文書の一つである。手紙は西ヨーロッパのローマ教皇、商人、職人に送られていることからラテン語で書かれている。 
最初の手紙はローマ教皇ヨハネス23世宛に書かれた。ゲディミナスは、ドイツ騎士団はカトリック信仰の関心に基づいて活動せずに残忍なやりかたで土地を荒廃させ、人々は抵抗を余儀なくされていると主張した。ゲディミナスはドイツ騎士団による数多くの犯罪及び損害を以下に挙げる。例えば、先代の ヴィテニスはフランシスコ会の修道士に手紙を送る 現地の教会の面倒を見るためにリトアニアに来ることの出来る2人の兄弟を求める手紙を送ったが、この時にドイツ騎士団はその手紙の内容を把握して軍隊を送って教会を壊したと主張する。最後の文章ではゲディミナスは曖昧とした形でのキリスト教の受洗と教皇への服従を約束している。 
2番目の手紙は1323年 1月25日にリューベック、スンド、ブレーメン、マクデブルク、ケルン その他都市宛てに書かれた。ゲディミナスは、リトアニア大公国はキリスト教徒に対してはとても寛容であるが、ドイツ騎士団が残忍であることからいまだに異教信仰が残り、キリスト教を受け入れられないでいると主張した。これに関しては最初の教皇充ての手紙でも述べられており、カトリックを受け入れる意思を示している。ゲディミナスは、騎士、エスクワイア、商人、医者、鍛冶屋、車大工、靴直し、皮なめし職人, 鏡職人その他をリトアニアに招き、制約なしで各々の職業と信仰をさせるがままにした。農民は10年間の免税を約束され、商人も関税ないし税金を免除された。この手紙は、現リトアニアの首都であるヴィリニュスが最初に言及された資料であることから良く知られている。そのため、1323年はヴィリニュスが公式に築かれた年だと見做されている。ゲディミナスは、たとえその統治以前にヴィリニュスが存在していたとしても同都市の創始者と見做されている。また、ヴィリニュスが首都として言及されていることは明白である。
3番目の手紙は1323年5月26日にリューベック、ロストック、スンド、グライフスヴァルト、シュチェチン、ゴットランド島の都市に宛てられたものであり、その本質は二番目の手紙の繰り返しである。様々な種類の職人（その一覧は拡大されている）がリトアニアに来て各々の職業をさせるがままにするよう求めている。リトアニアにはフランシスコ会（ヴィリニュスとナヴァフルダク）による二つの教会とドミニコ会による一つの教会、計三つの教会があると言われ、皆が自由に使うことが出来た。
4番目および5番目の手紙も1323年5月26日に書かれ、フランシスコ・ドミニコ両会に宛てられた。ゲディミナスは洗礼を希望して司祭と修道士をリトアニアに招いた。同時に職人がリトアニアに来るという幅広い保証を求めている。ドミニコ会に充てた手紙ではゲディミナスは自分の印章がドイツ騎士団によって焼き捨てられたことを言及している。
最後の手紙は1324年9月22日にタルトゥ、エルゼル、タリンの地の支配者、リガ評議会に宛てられたものである。そこにはドイツ騎士団が初期に締結された和平に違反して国境地帯を襲撃して住民を殺し、価値あるもの全てを奪い去ったことが報告されている。多くの伝言者が捕えられて殺された。ゲディミナスは条約の遂行を求めている。